# Ortoressia
Ortoressia (dal greco orthos - corretto - e orexis - appetito -) è un termine che definisce un disturbo alimentare proposto da alcuni medici e psichiatri, descritto come una forma di attenzione abnorme a regole alimentari, alla scelta del cibo e alle sue caratteristiche. L'ortoressia non è attualmente riconosciuta come patologia dal DSM-5, il principale manuale di diagnostica dei disturbi mentali.

## Nascita del concetto di ortoressia
È stata proposta come forma patologica per la prima volta da Steve Bratman nel 1997, dietologo che si autodefinisce "ex ortoressico" e che ha formulato un questionario allo scopo di identificare quella che lui ritiene essere una psicopatologia. Bratman correla certi comportamenti alimentari a una paura, a volte maniacale, di ingrassare o di non essere in perfetta salute, che possono condurre a un risultato opposto con conseguenze negative sul sistema nervoso, avvertite con difficoltà dal soggetto colpito e in modo evidente da chi lo circonda.
Nel 2009, Ursula Philpot, presidente della British Dietetic Association e docente presso la Leeds Metropolitan University, descrive le persone con ortoressia nervosa come "interessate esclusivamente alla qualità del cibo che immettono nei loro corpi, raffinando e limitando le loro diete in base alla loro comprensione personale di quali alimenti sono veramente 'puri'"; perciò, l'ortoressia differisce da altri disturbi alimentari, come l'anoressia nervosa e la bulimia, in quanto le persone colpite da quest'ultime si concentrano sulla quantità e non sulla qualità di cibo.
L'ortoressia non è ufficialmente riconosciuta come malattia o menzionata in alcun modo nel DSM 5, il più utilizzato manuale nosografico per la diagnostica e la categorizzazione dei disturbi mentali. Di conseguenza, l'American Psychiatric Association (APA) che redige il manuale non identifica l'ortoressia come malattia o disturbo alimentare. Il termine è invece ampiamente diffuso nei media.
Sebbene l'ortoressia non sia riconosciuta come un disturbo mentale dall'American Psychiatric Association e non sia elencata nel DSM-5, al gennaio 2016, quattro casi clinici e più di 40 articoli sono stati pubblicati sull'argomento in una varietà di riviste peer-reviewed a livello internazionale. Secondo uno studio pubblicato nel 2011, circa due terzi di un campione di 111 specialisti di disturbi alimentari di lingua olandese ritenevano di aver osservato la sindrome nella loro pratica clinica.
Secondo il Macmillan English Dictionary, la parola sta entrando nel lessico inglese. Il concetto di ortoressia come un disturbo alimentare di recente sviluppo ha attirato una significativa attenzione dei media nel XXI secolo.

## Diagnosi
Per chi soffre di ortoressia è stato sviluppato un questionario diagnostico, simile ai questionari per altri disturbi alimentari, denominato ORTO-15. Tuttavia, Dunn e Bratman criticano questo strumento di indagine in quanto privo di un'adeguata convalida interna ed esterna.

## Tratti di personalità
Le persone con ortoressia dimostrano una tendenza al perfezionismo e allo sviluppo di sintomatologie ansiose e depressive superiore alla popolazione generale.